# 小田喜一
小田 喜一（おだ きいち、1913年4月5日 - 1944年12月10日）は、大日本帝国海軍の軍人。最高階級は飛曹長、戦死認定で少尉。第二次世界大戦時の戦闘機搭乗員で、9機（中国戦線4、太平洋5）を撃墜した公式記録を持つエース・パイロットである。旧姓・中村。

## 経歴
1931年（昭和6年）、横須賀海兵団に入団、主計兵となるも1932年（昭和7年）5月、第18期操縦練習生となる。同期生に輪島由雄、佐藤治尾がいる。11月、課程修了。大村海軍航空隊、横須賀海軍航空隊、鳳翔を経て再び横須賀空勤務。
二空曹であった日中戦争（支那事変）勃発後の1937年（昭和12年）8月、大西瀧治郎大佐の要請で上海戦線に新鋭機九六式艦上戦闘機を投入することが決まり、新郷英城中尉、半田亘理、稲葉武雄各一飛曹、高橋憲一二空曹ら5名とその操縦要員に選ばれる。6名は大村からアルトゥル飛行場を経由し、田中正臣中尉の八九式艦攻の引率で杭州湾の空母「加賀」へと回送した。全員九六式艦戦での着艦の経験がなく、その訓練には一週間ほど要するが、着艦訓練を経ず全機着艦に成功した。そのまま加賀飛行機隊に着任し、上海戦線に出動。　
9月19日、南京第一次攻撃で五十嵐周正大尉の3番機として出撃、和田鉄二郎少佐指揮する13空爆撃隊（九六式艦上爆撃機18機）、制空隊（九六式艦戦12機）と合流するが、五十嵐大尉機ほか1機が引き返したため、加賀からの参加者は小田一人となった。その後、句容を過ぎ南京に差し掛かったところでボーイング モデル281 6機と遭遇し、1機を撃墜、さらに上空から銃撃して来たカーチス・ホークIII（新ホーク）1機（搭乗員はパラシュートで脱出）、95式水偵と交戦していたフィアット CR.32 1機の合計3機（うち不確実1）撃墜。中国側の記録では、この時撃墜されたボーイングの搭乗員は第3大隊第17中隊の黄新瑞中尉（生存）あるいは劉蘭清少尉（死亡）、新ホークは第5大隊第25中隊の楊吉恩少尉（生存、両足火傷）、フィアットは第3大隊第8中隊の劉熾徽中尉あるいは黄居正中尉（いずれも死亡）と思われる。
10月17日、韶関飛行場空襲に向かう九六式艦上攻撃機の護衛を新郷英城中尉、半田亘理一空曹、江馬友一三空曹とともに担当、新郷中尉の2番機として9時50分母艦を発した。11時50分、韶関に差し掛かったところで迎撃に上がった陳瑞鈿上尉の指揮するカーチス・ホークII（老ホーク）4機、新ホーク1機と交戦し、うち新ホーク1機（陳其偉中尉操縦、31号）を江馬三空曹とともに共同攻撃の末撃墜。部隊では4機を撃墜した。12月より内地に帰還し霞ヶ浦海軍航空隊附。
1938年（昭和13年）3月に第十三航空隊、8月に第十五航空隊に転じる。11月、本土帰還。
太平洋戦争勃発時には第一航空艦隊編成に伴い｢蒼龍｣に配属されており、真珠湾攻撃では第2次攻撃隊制空隊第3小隊長として出撃、カネオヘ飛行場を襲撃。小田は飛行挺を1機炎上させた。1942年4月のセイロン沖海戦ではコロンボ上空で3機を撃墜。9日には母艦の直衛中、来襲したハドソン爆撃機編隊を迎撃し、小隊共同で4機撃墜。6月のミッドウェー海戦では母艦撃沈のため救助され本土帰還。
その後、｢隼鷹｣乗組となり、1943年（昭和18年）5月に飛曹長昇進とともに予備役となるも即日召集され、岩国、呉海軍航空隊教官となる。1944年4月、261空に発令。マリアナ諸島に進出。7月より戦闘第306飛行隊附となり、トラック島に残留して任務に当たった。
11月16日伊号第三六五潜水艦に便乗し、日本へ向かった。その途上にあった11月28日、同艦は伊豆大島沖で米潜「スキャバードフィッシュ」の攻撃を受け撃沈され、搭乗者は米軍艦に救助された1名を除いて全員死亡した。12月10日、伊号第三六五潜水艦は小笠原諸島近海で喪失と認定、小田も同日付で戦死認定された。